# Ronen Rubinstein
Ronen Rubinstein (/ˈruːbɪnstaɪn/ ROO-bin-stine, em hebraico:  רונן רובינשטיין [ʁoˈnen ʁubinˈʃtejn]; nascido em 7 de novembro de 1993) é um ator americano nascido em Israel, ativista ambiental e vocalista da banda de rock Nights in Stereo. Ele é mais conhecido por seus papéis como T.K Strand em 9-1-1: Lone Star, Matt Webb na série spinoff American Horror Stories, ambas criadas por Ryan Murphy, e como Nathan na série da Netflix, Orange Is The New Black.

## Infância e Educação
Rubinstein nasceu em Rehovot, Israel, filho de imigrantes judeus russos da República Socialista Soviética do Cazaquistão, parte do que era então a União Soviética (hoje Cazaquistão). Seu pai, dentista, serviu no exército israelense e não queria o mesmo para seus filhos.Quando Rubinstein tinha cinco anos, mudou-se com os pais e a irmã mais velha para os Estados Unidos, onde cresceu no bairro de Staten Island. da cidade de Nova York. Numa entrevista, Rubinstein disse que se sentia um estranho ao crescer como imigrante, tendo aulas de inglês como segunda língua e tendo dificuldades de adaptação à cultura americana.
Ele foi apresentado à atuação no segundo ano do ensino médio, quando seu orientador sugeriu que ele tentasse o teatro como forma de terapia e escapasse da epidemia de opióides em sua vizinhança. Rubinstein afirmou: "Atuar salvou minha vida. Meu futuro não parecia ótimo. Atuar me deu motivos para me firmar, me deu disciplina e me apaixonei por isso." , mas optou por não seguir seus passos e se tornar um médico.Depois de frequentar a New Dorp High School, ele decidiu seguir a carreira de ator e se formou na New York Film Academy.

## Carreira

### Começou Cedo
Aos 16 anos, Rubinstein escreveu Something In the Way, seu primeiro curta-metragem que mais tarde dirigiu, produziu e estrelou. Segue um jovem veterano da guerra do Vietnã que luta contra o transtorno de estresse pós-traumático após retornar à sua vida civil. 
Ele fez sua estreia nas telas aos 17 anos como um adolescente rebelde chamado Gangsta no filme de drama psicológico de 2011, Destacamento, estrelado por Bryan Cranston, Adrien Brody e James Caan.
Em seu último ano do ensino médio, Rubinstein conseguiu um papel principal em It Felt Like Love, o filme sobre a maioridade de Eliza Hittman, filmado em close-ups íntimos com diálogo mínimo, que estreou no Festival de Cinema de Sundance de 2013. 
Aos 19 Ele retratou Sammy, um universitário durão e misógino de um bairro de classe trabalhadora do Brooklyn, descrito pelo The New York Times como um "bad boy que fuma maconha e assiste pornografia, cujo desprezo pelas mulheres é tão potente quanto seus feromônios". O filme recebeu uma indicação de melhor fotografia no Film Independent Spirit Awards, bem como indicações no Gotham Awards.
No ano seguinte, ele foi escalado para o papel principal em Some Kind of Hate, retratando um jovem introvertido vítima de bullying severo. Ele também apareceu em outro filme dramático do Festival de Cinema de Sundance, Jamie Marks Is Dead, estrelado por Cameron Monaghan e Liv Tyler.

### 2015-2019
Em 2015, Rubinstein estrelou o episódio 10, 3ª temporada da série original mais assistida da Netflix, Orange Is the New Black, retratando o respeitoso e atencioso Nathan, o interesse amoroso de Tiffany "Pennsatucky" Doggett, que o trouxe à atenção do público.
Em 2016, ele fez parte do elenco principal  da série Dead of Summer da Freeform´s  como Alex Powell 
Em 2018, ele apareceu no papel de Mike na comédia dramática Dude, ao lado de Lucy Hale e Awkwafina. O filme foi a estreia direcional de Olivia Milch. Rubinstein, tendo trabalhado com várias diretoras estreantes (o que ele chamou de "uma honra absoluta"), defendeu a igualdade de gênero no cinema e elogiou Milch como "uma futura diretora estrela". O filme também contou com uma diretora de fotografia que ele chamou de "tão rara", afirmando que "não há mulheres suficientes na indústria".
Seus outros créditos incluem um papel coadjuvante na comédia dramática Smartass (2017) ao lado de Joey King, Um papel coadjuvante em Less Than Zero, uma adaptação de 2019 do romance de estreia de Bret Easton Ellis, bem como um papel principal em o filme antológico Brooklyn Love Stories (2019),  laçado em 2 de fevereiro de 2021. 

### 2020-Presente
Em 2020, ele estrelou como um bombeiro assumidamente gay e viciado em opioides em recuperação Tyler Kennedy "TK" Strand na série de Ryan Murphy 9-1-1: Lone Star, da Fox,  ao lado de Rob Lowe, que interpreta o capitão Owen Strand, pai de TK, e Liv Tyler . A série se tornou o novo programa mais assistido da Fox em 2020 entre o publico de 18 a 49 anos e recebeu elogios por seu enredo gay inter-racial e diversos personagens, como uma bombeira muçulmana usando hijab e um bombeiro negro transgênero.
Numa entrevista de 2020, Rubinstein disse: “Acho que as pessoas pela primeira vez, pelo menos nas redes de televisão, estão se vendo na tela e se sentem representadas, e se sentem representadas de uma maneira realmente positiva, adorável e boa”.  Seu papel de bombeiro gay inspirou socorristas gays da vida real a se assumirem.  Ele elogiou Ryan Murphy e os roteiristas por normalizarem um relacionamento entre pessoas do mesmo sexo no horário nobre da televisão, sem incluir uma história de revelação: "Muitas vezes você veria um casal gay na televisão, como algo realmente dramático e geralmente triste envolvido nisso. E isso é como, 'Sim, isso é normal. É assim que as coisas são'." A série ganhou a 32ª indicação ao GLAAD Media Awards de Melhor Série Dramática.
Rubinstein estreia como o antagonista Alexei em Follow Me, um thriller sobre os perigos da cultura influenciadora nas redes sociais, que teve lançamento internacional nos cinemas em 16 de julho, e foi lançado nos Estados Unidos e sob demanda em 18 de setembro com  o título Sem Saída. Ele fala russo no filme.
Rubinstein é o protagonista de Smiley Face Killers, de Bret Easton Ellis, um filme de suspense baseado em eventos reais que apoiam a teoria do assassinato do rosto sorridente sobre uma gangue organizada de assassinos em série que cometem assassinatos de jovens e belos homens atléticos em todos os Estados Unidos. Foi lançado no final de 2020.
Em 2021, Rubinstein se juntou ao elenco de American Horror Stories de Ryan Murphy para o quinto episódio, estrelando ao lado de Billie Lourd. 

### Outros Trabalhos
Rubinstein estrela o videoclipe de CeCe para "Broke AF" (2017).
Em 2018, ele apareceu como ele mesmo no documentário Tyler Shields: Provocateur.
Em janeiro de 2022, Rubinstein anunciou o lançamento do primeiro single "Open Door" de sua banda Nights in Stereo que formou com Rodrigo R. Rodarte e Jon Shoer. No verão de 2022, a banda anunciou seu segundo single "Underwater". As músicas estão disponíveis no Spotify.

## Vida Pessoal
Rubinstein se declarou bissexual em uma entrevista à Variety em abril de 2021.
Sua primeira língua é o russo, enquanto o hebraico e o inglês são sua segunda e terceira línguas, respectivamente.
O ator é um entusiasta de atividades ao ar livre. Ele joga basquete desde criança e nomeou Kobe Bryant como seu maior ídolo, modelo e "a primeira coisa americana" que conheceu depois de se mudar de Israel para os Estados Unidos.
Ele é um fã devoto de Red Hot Chili Peppers, Kings of Leon, e expressou sua admiração pelo trabalho de Harry Styles e por sua "própria identidade e a maneira como ele se apresenta".
Em março de 2020, ele apoiou Bernie Sanders na corrida presidencial democrata.
Ele resgatou e adotou dois pit bulls, chamados Fresh e Spot.
Em 2020, Rubinstein mudou do pescetarianismo para o veganismo.
Rubinstein explicou a herança de sua família: “Não crescemos religiosos, mas meus pais incutiram em nós orgulho pelas tradições, pela história e pela cultura do povo judeu”, disse ele. "Nós celebramos os feriados todos os anos, mas meus pais estão em Nova York e minha irmã está em Seattle, então é difícil reunir todos."
Em 14 de agosto de 2022, ele se casou com a atriz canadense Jessica Parker Kennedy em uma pequena cerimônia judaica em uma fazenda em Calgary Alberta, Canadá, dois meses após seu noivado em Portofino, Itália. Eles começaram a namorar em 2017. Em 2022, eles residiam juntos em Los Angeles, Califórnia.

## Ativismo

### Ativismo ambiental
Rubinstein é um sobrevivente do furacão Sandy, que o levou a se tornar um ativista climático e defensor da sustentabilidade. Em julho de 2020, ele descreveu que o furacão causou devastação em todo o seu bairro em Staten Island, destruindo a casa de sua família e tudo dentro dela. Ele afirmou que foi "o momento mais horrível" de sua vida. Sem ter onde morar, ele ficou na casa de um amigo e recebeu alimentos e roupas da Cruz Vermelha. O furacão matou 24 de seus vizinhos.
Rubinstein, que tinha dezoito anos na época, afirmou que sua carreira de ator "coincidirá com a tentativa de salvar o planeta". Ele assumiu como sua "missão"aumentar a conscientização para a urgência das questões ambientais, promovendo uma vida sustentável e usando sua plataforma e publicidade para educar o público.  Ele chamou a atenção por suas escolhas de moda vintage e sustentável, das quais afirmou estar tentando ser "o mais ecológico possível", e elogiou Stella McCartney por reconhecer a importância da sustentabilidade na indústria da moda.
Ele é um embaixador da The Ocean Cleanup, uma organização de engenharia sem fins lucrativos que desenvolve um dispositivo gigante em forma de C para limpar os oceanos do mundo de resíduos plásticos. Ele também é embaixador do Projeto Zero, um movimento global para proteger e restaurar o oceano,e marchou com os manifestantes nas greves climáticas de setembro de 2019, o maior protesto climático global da história mundial. Ele também apoiou a Fundação Leonardo DiCaprio.
Em abril de 2020, ele foi um dos ativistas ambientais que participou do Earth Day Live, uma mobilização climática de três dias que foi transmitida online em meio à pandemia de COVID-19.No seu segmento, ele destacou a importância da transição dos combustíveis fósseis para a energia limpa, mudando para veículos elétricos com células de combustível com emissões zero, que funcionam com hidrogénio e omitem apenas água e calor. Ele próprio conduz este tipo de carros com emissões zero como embaixador da DriveH2, uma iniciativa dedicada a promover a transição para um sistema de transporte limpo.
Em junho de 2022, Rubinstein tornou-se membro oficial do conselho da organização ambiental sem fins lucrativos Environmental Media Association.
No 75º aniversário das Nações Unidas, Rubinstein co-lançou Half the World, a campanha do Programa das Nações Unidas para o Desenvolvimento que visa lançar luz sobre o aumento da pobreza e das desigualdades causadas pela COVID-19 e pelas alterações climáticas.

### Outro ativismo e defesa
Além da defesa da sustentabilidade, Rubinstein deu seu apoio à National Fallen Firefighters Foundation à campanha No Kid Hungry,ao movimento Black Lives Matter, ao Instituto Marsha P. Johnson que protege os direitos humanos dos negros pessoas trans, Feeding America,Mercy for Animals,the Humane Society, bem como a Stand Up for Pits Foundation de Rebecca Corry, trabalhando para resgatar e acabar com o abuso de cães pit bull.
Durante os confinamentos pandémicos da COVID-19 em Março de 2020, Rubinstein criou uma iniciativa global de caridade à luz de velas em apoio aos profissionais de saúde e aos socorristas na linha da frente da pandemia.
Ele participou de adaptações de leitura ao vivo de Hamlet, de Shakespeare, e Orgulho e Preconceito, de Jane Austen, para ajudar a arrecadar fundos para instituições de caridade sem fins lucrativos em Acting for a Cause, uma peça clássica ao vivo e uma série de leitura de roteiros, criada, dirigida e produzida por Brando Crawford durante 2020. pandemia.
Em agosto de 2020, Rubinstein se uniu à When We All Vote, a organização apartidária de registro eleitoral de Michelle Obama que visa aumentar a participação nas eleições.
Ele é um defensor vocal dos direitos LGBTQ.

## Filmografia

### Filmes
| Ano  | Título                     | Papel           | Notas                             |
| ---- | -------------------------- | --------------- | --------------------------------- |
| 2011 | Detachment                 | Gângster        |                                   |
| 2011 | Katya                      | Insurgente 2    | Curta-metragem                    |
| 2012 | A Promise Is a Promise     | John            |                                   |
| 2013 | It Felt Like Love          | Sammy           |                                   |
| 2013 | Something In the Way       | James Manning   | Escritor, diretor, editor         |
| 2014 | Jamie Marks Is Dead        | Ronnie          |                                   |
| 2015 | Condemned                  | Dante           |                                   |
| 2015 | Some Kind of Hate          | Lincoln Taggert |                                   |
| 2017 | Smartass                   | Nick            |                                   |
| 2017 | West of Time               | Son             | Curta-metragem                    |
| 2018 | Dude                       | Mike            |                                   |
| 2018 | Tyler Shields: Provocateur | Ele mesmo       | Documentário                      |
| 2019 | Brooklyn Love Stories      | Benny           | Antologia                         |
| 2020 | No Escape                  | Alexei Koslov   | Também conhecido como "Follow Me" |
| 2020 | Smiley Face Killers        | Jake Graham     |                                   |

### Televisão
| Ano       | Título                  | Papel       | Notas             |
| --------- | ----------------------- | ----------- | ----------------- |
| 2015      | Orange Is the New Black | Nathan      | 3ª temporada      |
| 2016      | Dead of Summer          | Alex Powell | 10 episódios      |
| 2020–2025 | 9-1-1: Lone Star        | TK Strand   | Papel principal   |
| 2021      | American Horror Stories | Matt Webb   | Episódio: "BA'AL" |

### Vídeos musicais
| Ano  | Título     | Papel    | Artista |
| ---- | ---------- | -------- | ------- |
| 2017 | "Broke AF" | Namorado | CeCe    |